# Дьюзенберри, Джеймс
Джеймс Стембл Дьюзенберри (18 июля 1918 года, Принстон (Нью-Джерси)[уточнить] — 5 октября 2009, Кембридж, Массачусетс) — американский экономист, кейнсианец, профессор Гарварда, создатель гипотезы относительного дохода.

## Биография
Закончил Мичиганский университет в 1941 году, получив звание магистра искусств, в 1948 году получил степень доктора философии. В 1954-55 годах был стипендиатом Фулбрайта. В годы Второй Мировой войны работал статистиком, служил в Военно-морских силах США.
С 1969 по 1974 год возглавлял Федеральный резервный банк Бостона. С 1955 по 1989 являлся профессором Гарвардского университета. Сформулировал гипотезу относительного дохода. С 1956 был консультантом в Фонде экономического развития. С 1966 по 1968 был членом Совета экономических консультантов. С 1972 по 1977 годы возглавлял экономический факультет Гарвардского университета.
В 1984 году работал приглашённым профессором в Кобе (Япония), в 1989 — в Юго-западном университете финансов и экономики, Чэнду, Сычуань (Китай). Он был одним из первых американцев, которые преподавали в вузах Китая экономику после реформ Дэн Сяопина. Кроме профессорской и научной деятельности Дьюзенберри был членом городского собрания и финансового комитета в Белмонте, а также активным членом Унитарианской Универсалистской церкви Белмонта.
Скончался в 2009 году от сердечной недостаточности.

## Научная деятельность
Он разрабатывал такие проблемы: неокейнсианская доктрина, положения которой он развивал в своей книге "Доход, сбережения и теория поведения потребителя" (1949) и вопросы эконометрики, изучал и создавал вместе с Лоуренсом Клейном макроэконометрическую модель Брукингса (создана в начале 70-х и имела большую размерность — более 200 уравнений). Именно гипотеза относительного дохода Дьюзенберри стала основой для разработки последующих моделей, описывающих потребителя (см. работы Фридмана и Модильяни).
В 1949 году он обнародовал теорию, описывающую поведение потребителя, которая была названа Гипотезой относительного дохода. Ко времени разработки его теории, среди экономистов доминировала теория потребления, разработанная Кейнсом, согласно которой, люди потребляли, сохраняя увеличение дохода. Но при этом статистические данные показывали, что совокупные сбережения населения не росли, несмотря на то, что совокупный доход вырос. Это противоречило Кейнсовской гипотезе. Дьюзенберри делает другой вывод: совокупные сбережения не зависят от совокупного дохода.
По его мнению, основная составляющая функции потребления находится в отношениях линейной зависимости между потреблением и доходом. Новаторство Дьюзенберри заключалось в том, что он вводит в график зависимости две дополнительные составляющие: социальный (общественный) фактор и максимальный доход, получаемый ранее. Потребительские расходы индивида зависят не только от его личных потребностей, но также от доходов его коллег и знакомых. Таким образом, прямая пропорциональная зависимость нарушается введением дополнительного фактора. Окружение с высокими доходами повышает склонность к потреблению у людей с низкими доходами. Второй фактор демонстрирует инерцию людей и медленную реакцию при изменении уровня потребления. При снижении дохода, потребитель, как правило, стремится сохранить прежний уровень потребления, что приводит к повышению расхода на потребление в сравнении с изменившейся суммой дохода. Это приводит к выводу: объёмы потребления зависят не от реальных цифр дохода (абсолютного дохода), а от относительного и наращивание объёмов потребления происходит в результате сравнения потребителями своих возможностей.

## Личная жизнь
Жена — Маргарет Дьюзенберри, скрипачка, преподаватель музыки, скончалась за два года до 60-й годовщины их свадьбы. У них было четверо детей, один из которых, Кит, скончался ещё при жизни родителей. В живых остались сын Джон и дочери Холли и Пегги.

## Научные публикации
- Business cycles and economic growth. — Нью-Йорк, 1958. — 352 с. — ISBN 125817801X. — ISBN 978-1258178017.
- Income-Consumption Relations and Their Implications. — New York: W.W. Norton & Company, 1949.
- Income Saving And The Theory Of Consumer Behavior (англ.). — Cambridge, Massachusetts: Harvard University Press, 1949. — 152 p.
- Money and credit: impact and control. — Englewood Cliffs, 1964.

## См.также
- Франко Модильяни